# Top Eleven Football Manager
Top Eleven Football Manager – gra wieloosobowa, wyprodukowana i wydana przez Nordeus w maju 2010 roku. Jest to menedżer piłkarski, w którym gracz może wcielić się w prezesa klubu piłkarskiego. W grze jest 200 milionów zalogowanych graczy. Od 16 maja 2017 roku Top Eleven jest sponsorem Stoke City. W latach 2017–2018 było także sposorem Hashtag United.

## Historia
Gra została pierwotnie wydana na Facebooka. W październiku 2011 roku pojawiła się na platformie Android, a miesiąc później na iOS. Od 8 maja 2012 roku w Top Eleven można grać za pomocą rosyjskiego portalu społecznościowego Odnoklassniki.

## Oceny
Średnia ocen na Metacritic wynosi 63 według recenzji krytyków. Na polskiej stronie Gry-Online gra otrzymała ocenę 7,5 (dane na 19.11.2020).